# Старый Скалат
Старый Скалат (укр. Старий Скалат) — село в Скалатской городской общине Тернопольского района Тернопольской области Украины.
До 2020 года входило в Подволочисский район.
Население по переписи 2001 года составляло 1081 человек. Почтовый индекс — 47845. Телефонный код — 3543.